# Vardholmen (Bergen)
Pour les articles homonymes, voir Vardholmen (homonymie).
Vardholmen est une île norvégienne du comté de Hordaland appartenant administrativement à Bergen.

## Description
Rocheuse et couverte d'arbres, elle s'étend sur environ 149 m de long pour une largeur approximative de 123 m.